# Plešivec (Český Krumlov)
Plešivec je část města Českého Krumlova ležící jižně od jeho historického jádra na levém břehu Vltavy. Skládá se z historického předměstí, které přiléhá k jižnímu okraji historického jádra města a je od roku 2003 městskou památkovou zónou (na Plešivecké schody zasahuje z historického jádra města svým okrajem sousední městská památková rezervace), a stejnojmenného sídliště. Zachovala se zde řada cenných domů počínaje renesančními, zejména na Plešiveckém náměstí a v navazující Plešivecké ulici.

## Pamětihodnosti
- Vila dr. Otto Schwarze
- Rechle
- Synagoga

## Galerie

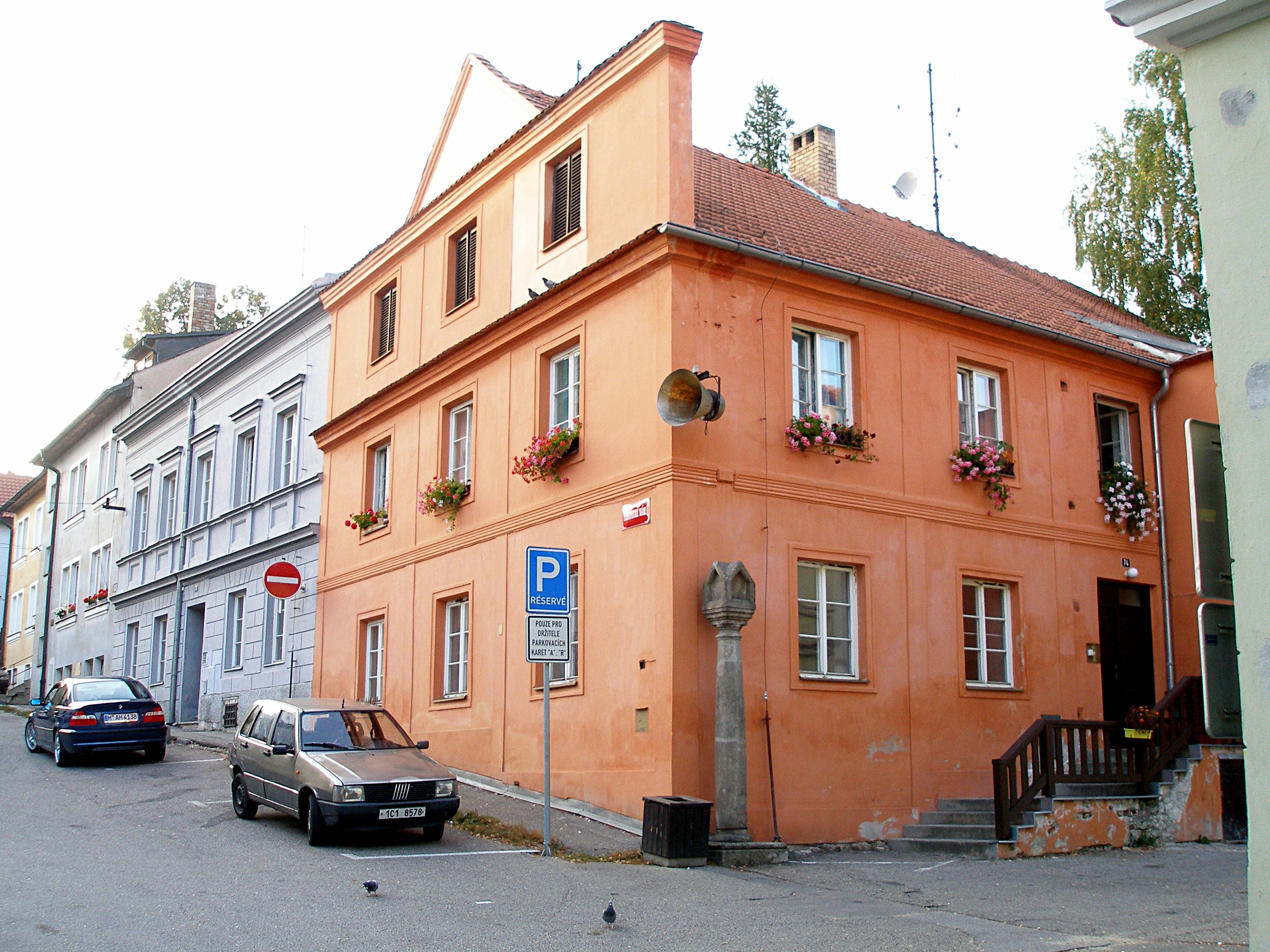
Severní strana Plešiveckého náměstí
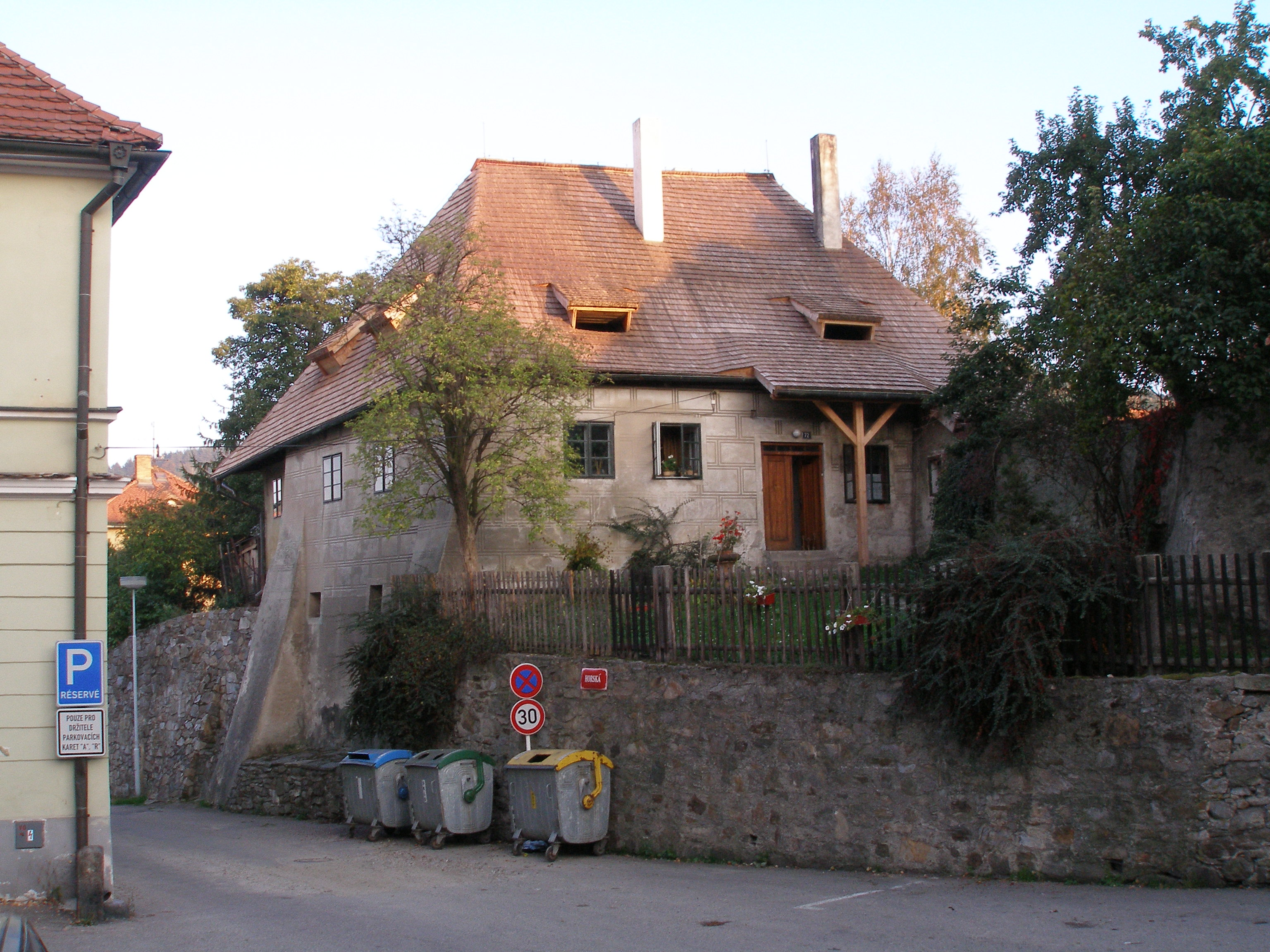
Renesanční dům v Horské ulici
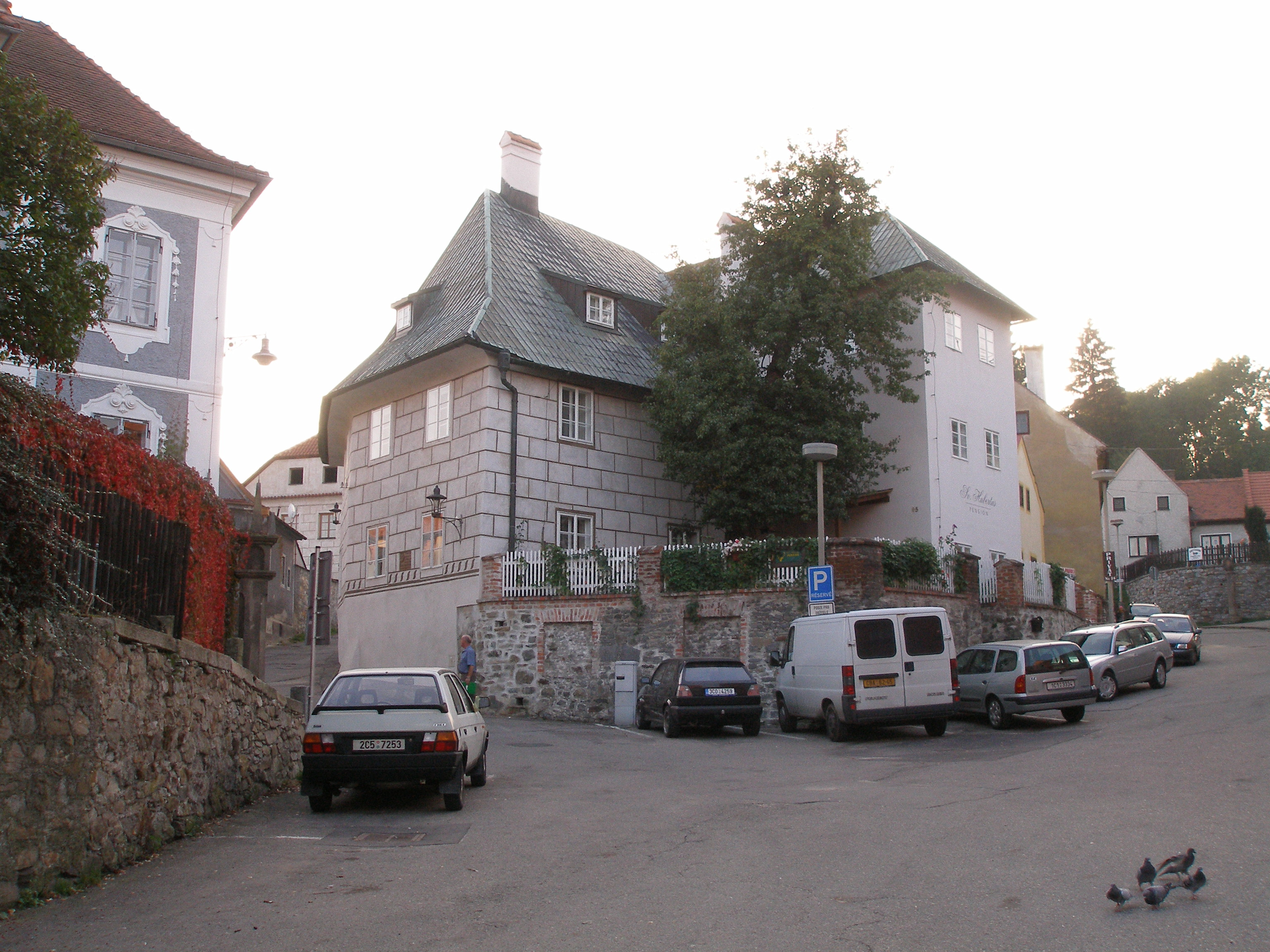
Renesanční dům na Plešiveckém náměstí
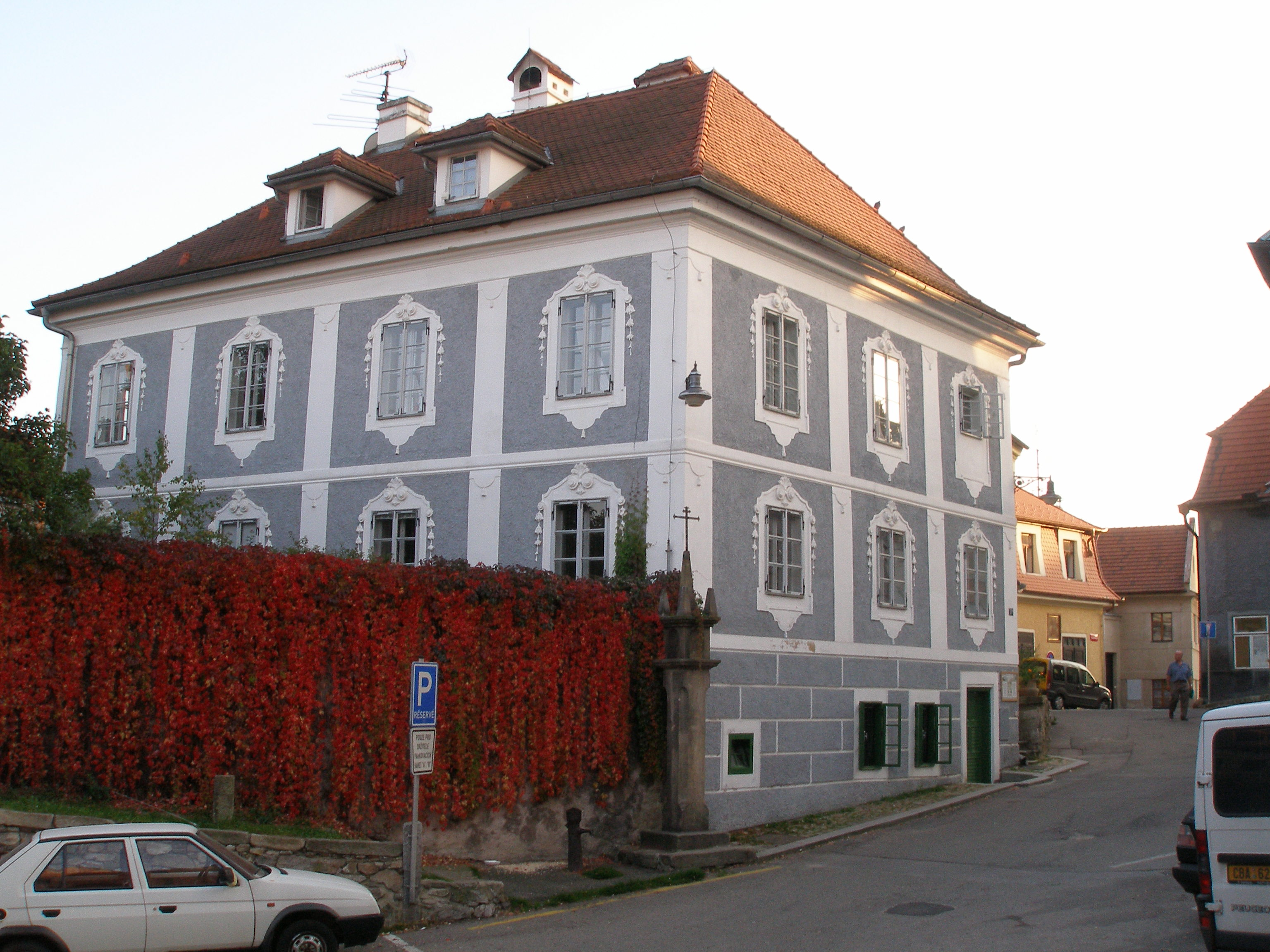
Barokní dům na Plešiveckém náměstí
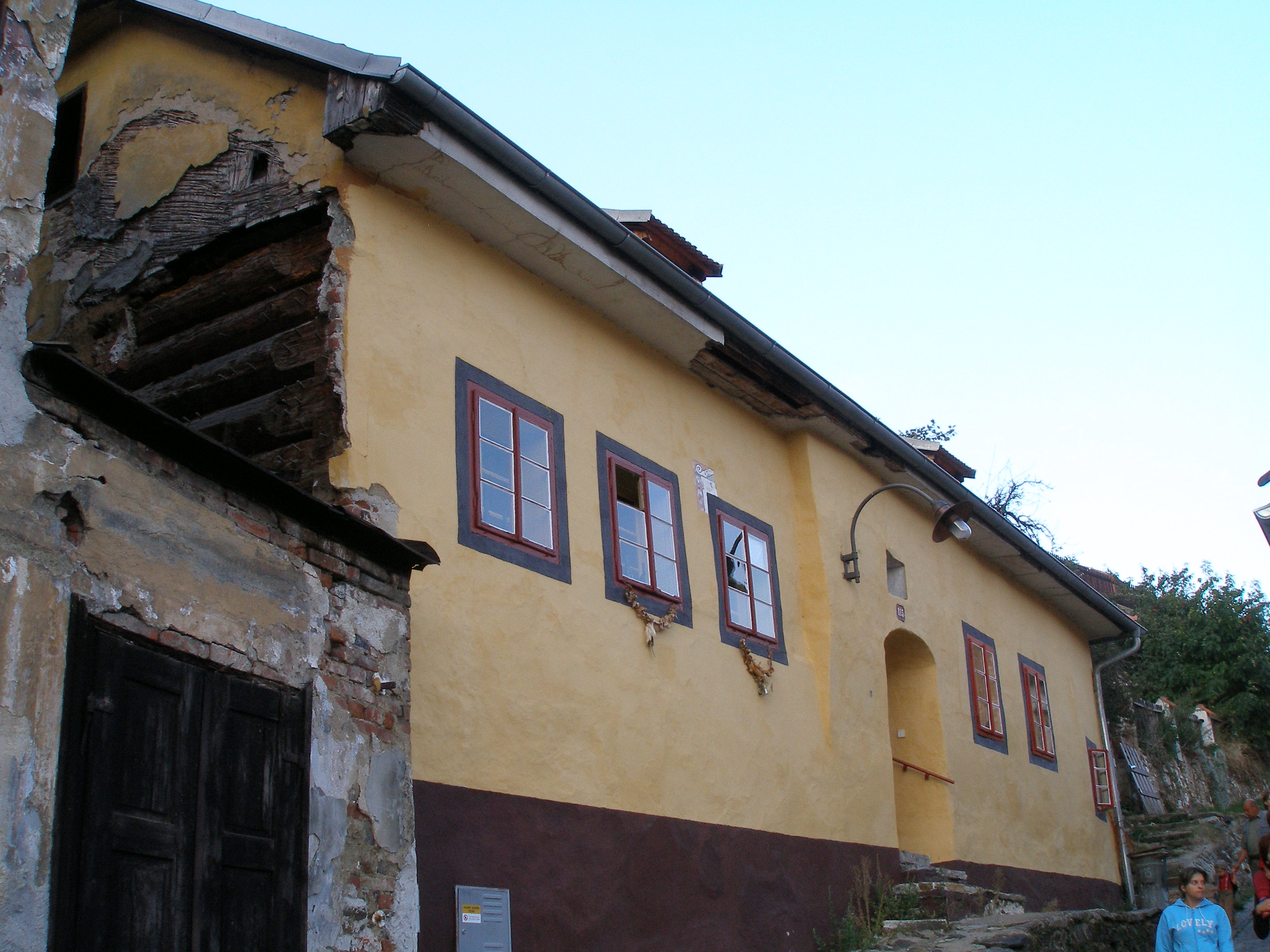
Dům č.115 v Plešivecké ulici
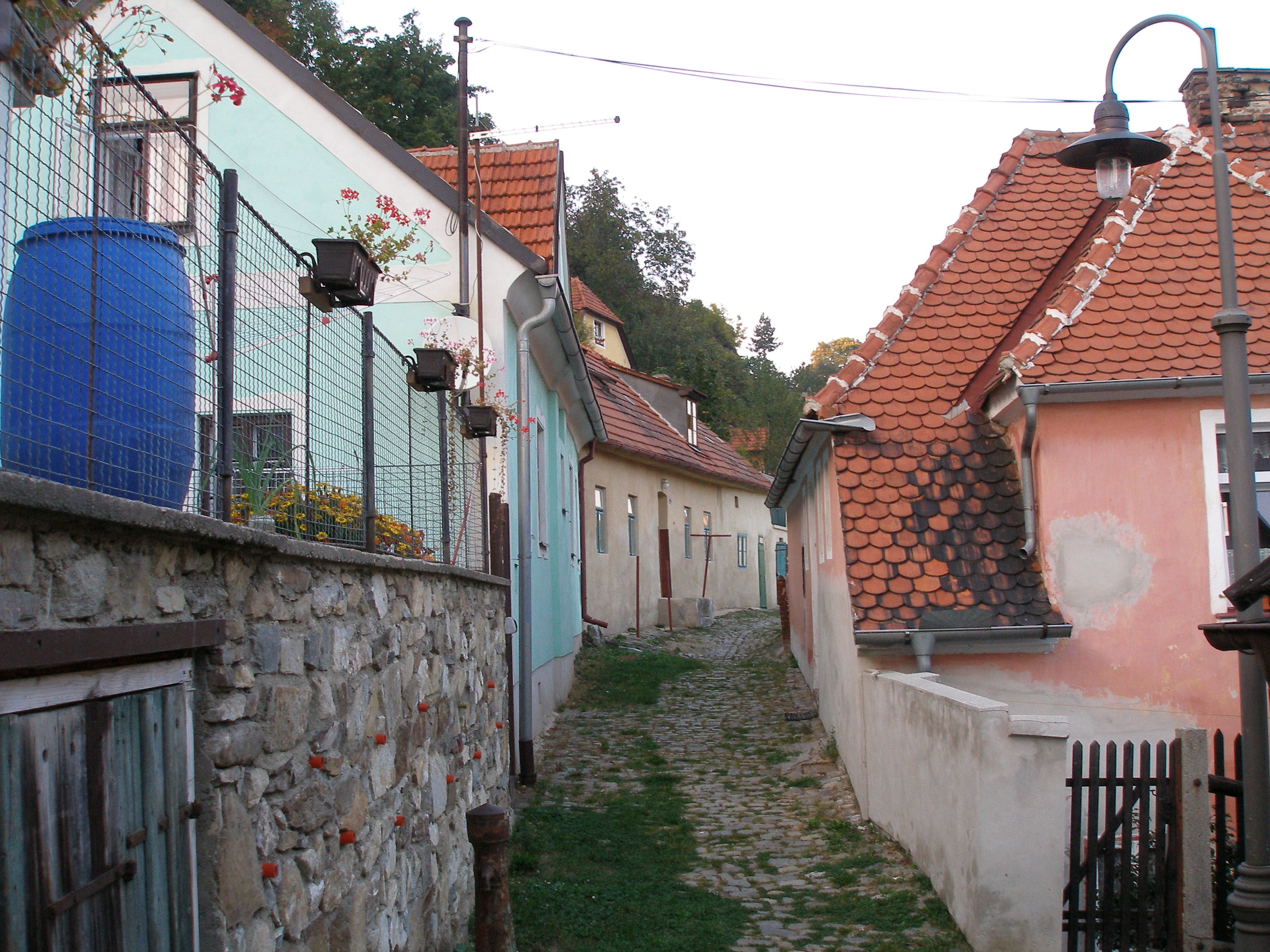
Slunečná ulice
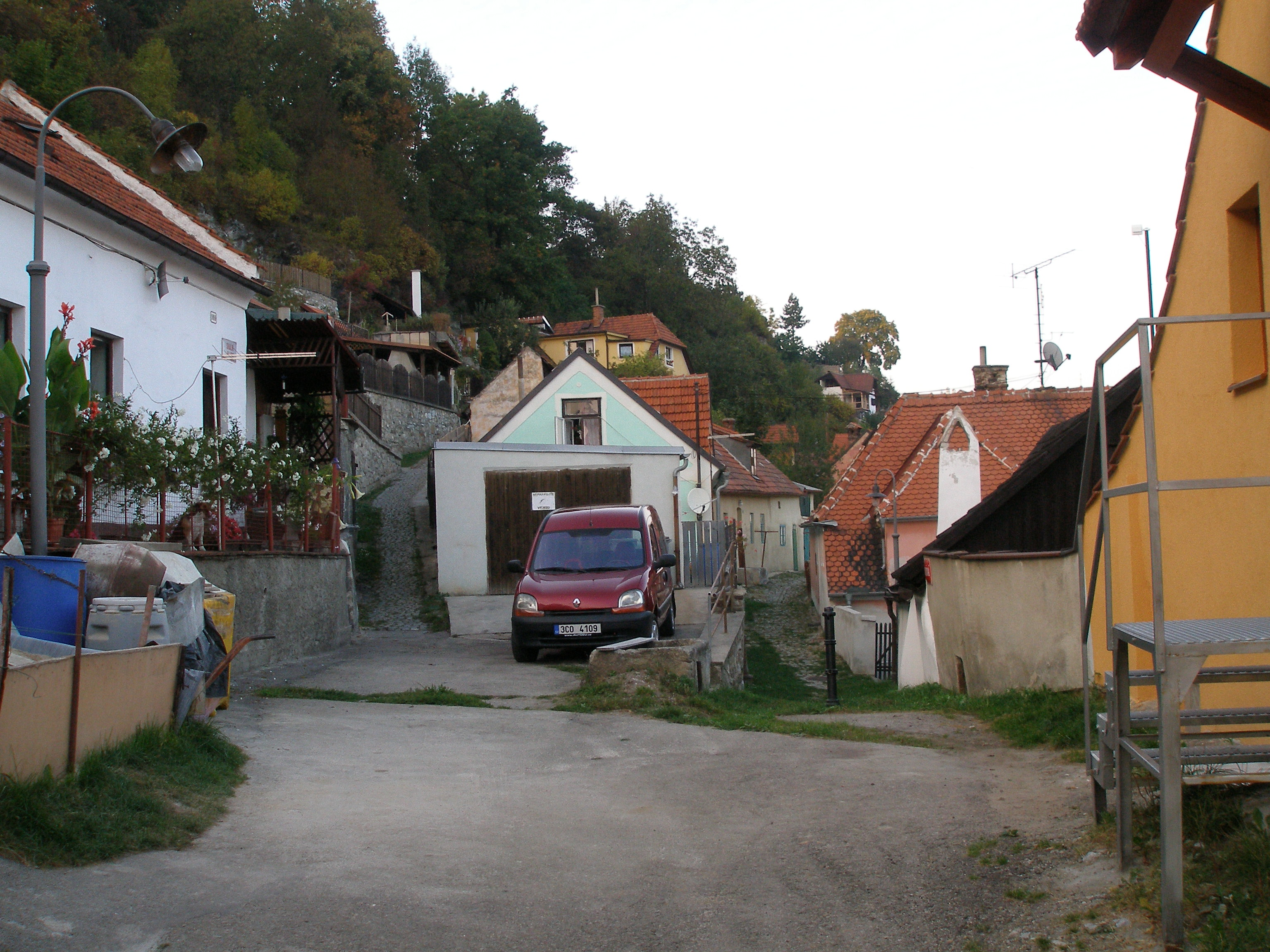
Začátek Slunečné ulice
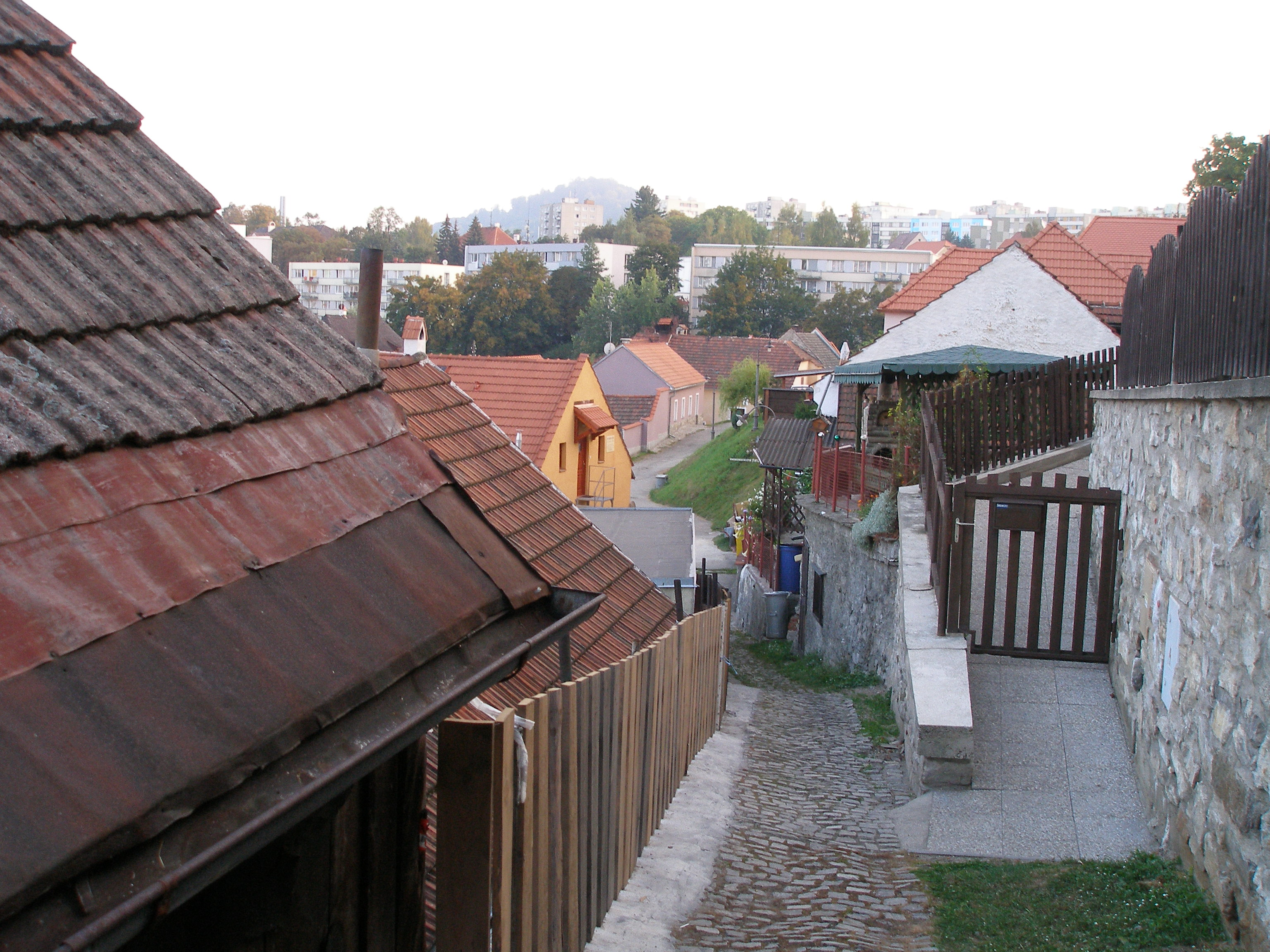
Pohled ze staré zástavby Plešivce směrem ke stejnojmennému sídlišti
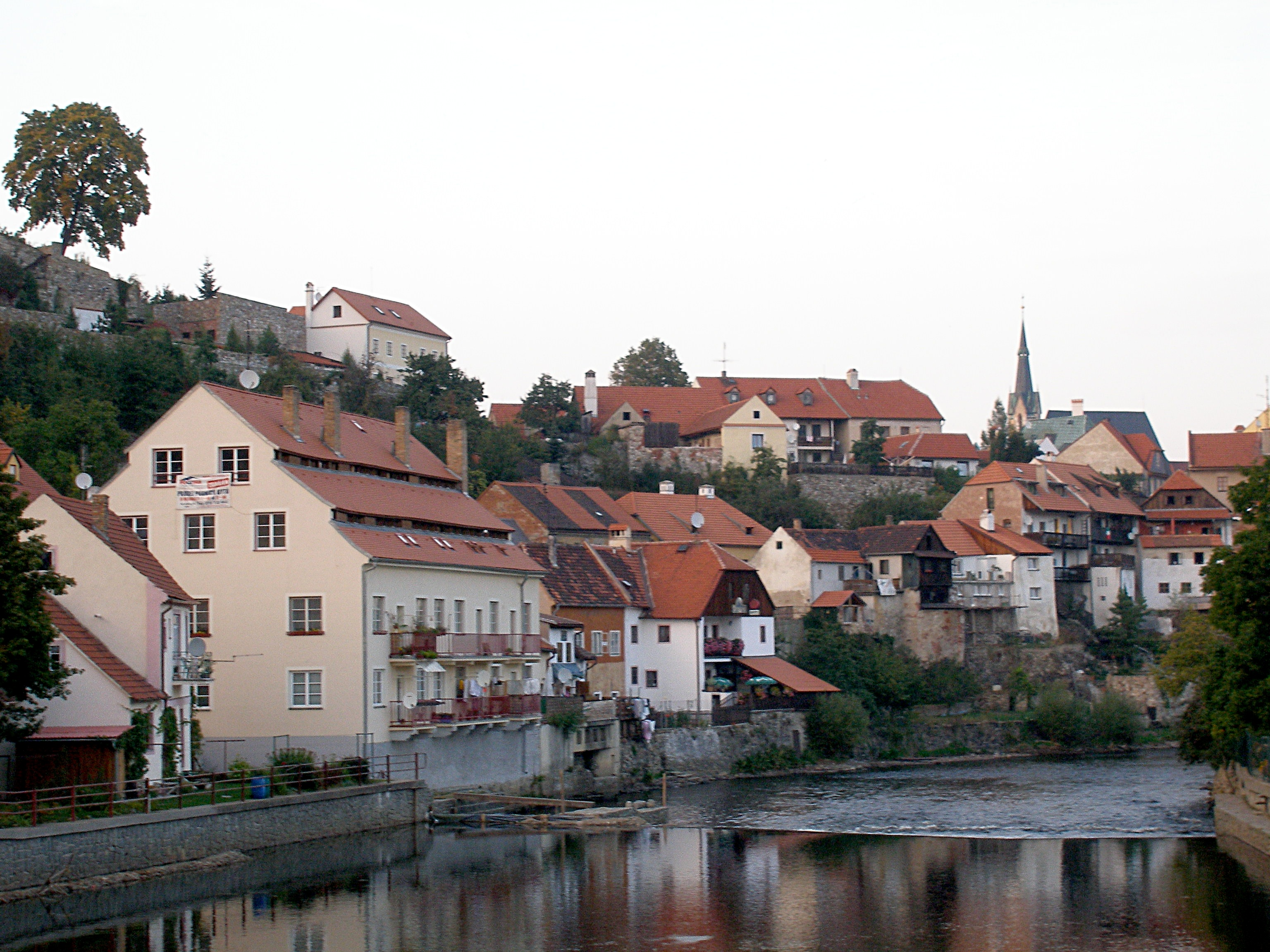
Pohled z mostu přes Vltavu, v pozadí věž kostela sv. Víta ve Vnitřním Městě
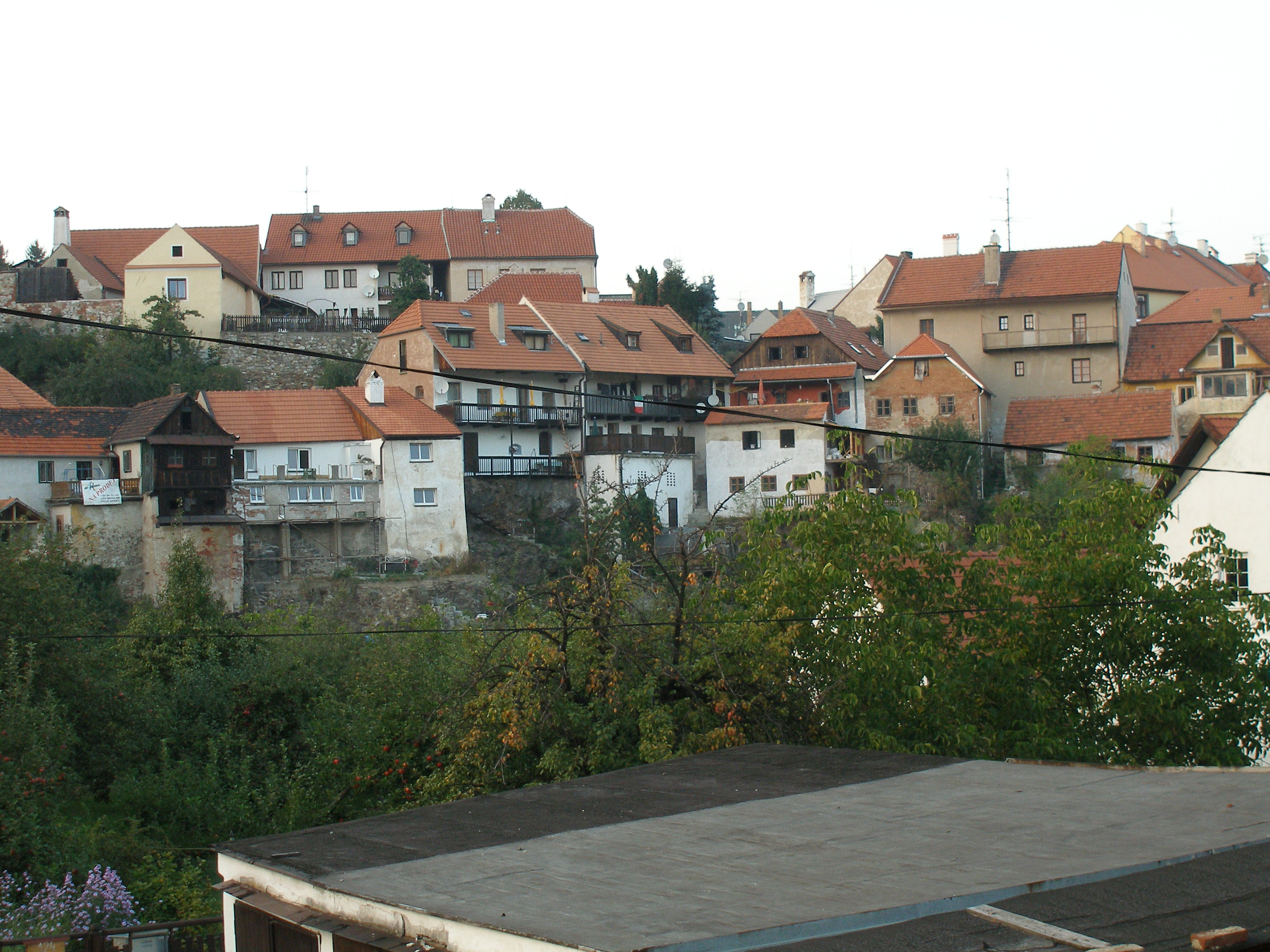
Pohled na část staré zástavby předměstí z pravého břehu Vltavy